# Hermann Hakel
Hermann Hakel (geboren 12. August 1911 in Wien, Österreich-Ungarn; gestorben 24. Dezember 1987 ebenda) war ein österreichischer Lyriker, Erzähler, Redakteur, Herausgeber und Übersetzer.

## Leben
Hermann Hakel wuchs als Jude unter römisch-katholischen Christen in Wien auf. Sein Vater, Benjamin Hakel (*1886 Czernowitz; †1950 Tel Aviv), war Malermeister.
Seine Kindheit fiel mit dem Beginn des Ersten Weltkrieges zusammen. Während sein Vater an der Front kämpfte, wurde sein jüngeren Bruder, Arnold Hakel (*1914 Wien, †1988 Buenos Aires; Architekt) geboren. In dieser Zeit erkrankte er zunächst an einer Gelenkentzündung, die operativ behandelt werden musste und im Sommer 1916 nach einem Sturz bei einem Aufenthalt in einem Jüdischen Kinderheim rezidiv wurde und weitere Operationen über einen Zeitraum von drei Jahren nach sich zog. 1915 steckte ihn sein Bruder mit Diphtherie an und er erblindete fast für ein Jahr. Seine Großmutter schenke ihm sein zweites Buch, eine Lutherbibel, die ihn "auf allen Wanderungen, durch alle Länder, Städte und Gefängnisse begleitet hat".  Nach eigenen Angaben war er ein schlechter Schüler, der von seinen Mitschülern aufgrund seiner Gehbehinderung "Hupfer" genannt wurde, die Schule schwänzte und stattdessen im Winter die Zeit in Museen und Bibliotheken verbrachte.
Nach seiner Jugend- und Schulzeit auf der „Mazzesinsel“ besuchte Hakel die Kunstgewerbeschule in Wien und hielt sich Anfang der 1930er-Jahre längere Zeit bei Verwandten in der Bukowina auf, und zwar in Czernowitz und in Sereth. Dort lernte er das Jiddische und den Chassidismus kennen. Im Jahr 1931 begann er mit seinen Tagebuchaufzeichnungen, die er – mit nur wenigen Unterbrechungen – bis 1986 fortführte. Heute bilden sie den wichtigsten und ergiebigsten Teil seines Nachlasses und wurden nach seinem Tod teilweise als Bücher veröffentlicht: Dürre Äste Welkes Gras (1991), Der unheilbare Wahn (1993) und Zu Fuß durchs Rote Meer (1995). Ab 1934 lebte er als freier Schriftsteller in Wien und trat dem Bund junger österreichischer Autoren mit ihrem Stammtisch im Café Dobner bei. 1935 bis 1938 arbeitete er als Lektor im Wiener Verlag Anzengruber, wo 1936 sein erstes Werk veröffentlicht wurde: die Lyriksammlung Ein Kunstkalender in Gedichten. Daneben schrieb er auch für die linkssozialistische Untergrundzeitschrift „Rote Vorhut“. Mit seinen Schriftstellerkollegen Jean Améry, Friedrich Bergammer, Hans Friedrich Enk, Rudolf Felmayer, Johann Gunert, Ernst Lissauer, Paula von Preradović, Theodor Sapper und anderen stand er in freundschaftlicher Verbindung.
Der „Anschluss“ Österreichs bedeutete für Hakel und alle Juden Österreichs eine Zäsur. Die Stammtische im Café Dobner und Zentral wurden aufgelöst.
„Wien ist voller Hakenkreuze. Die Wiener sind berauscht von Siegesparaden und Heil-Gebrüll, vom Bier- und Weinkonsum. […] Die Juden fühlen sich schon im Ghetto. […] Jetzt herrschen die ‚arischen’ Massen, Hysteriker und hysterisch gewordene Arbeitslose. […] In der Hauptallee, auf der Straße, ist alle hundert Schritte in meterhohen Buchstaben zu lesen: ‚Juda verrecke!’ Ich bin Jude. Ich soll also verrecken. Das tägliche Gratis-Gaudium des Pöbels: Juden müssen Straßen reiben, Frosch-Hüpfen und Hundedreck fressen. Wir sind zu dritt und reden über Verhaftungen und Ausreisemöglichkeiten. Jeder Jude trägt die Tragödie im Gesicht. Erregte Gespräche. Man muß das Fenster schließen. Sooft es läutet, erschrickt man. Die Atmosphäre ist voller Dumpfheit und Angst. Ein Unbekannter packt mich an den Haaren und versetzt mir mit der anderen Hand einen Boxhieb ins linke Auge. Lautlos ertrage ich den Faustschlag. Diese erbärmliche Angst! Dieses Würgen in der Kehle! […] Seit heute früh werden jüdische Männer wahllos aus den Häusern geholt. Ein Telefonanruf nach dem anderen alarmiert mich und berichtet von schrecklichen Dingen. […] Jeder Stiefelschritt im Hof erschreckt mich. Wieviele solcher Pogromtage werde ich durchhalten? Ein sinnloses Martyrium.“
Nachdem er im Juni 1939 von den Nazis halb tot geprügelt worden war, gelang ihm am 24. Juni noch die Flucht nach Italien, wo er sich zunächst in Rijeka und Triest aufhielt, bevor er nach Mailand reiste. Mit Unterstützung eines jüdischen Hilfskomitees konnte er eine Zeit lang überleben, bis er 1940 verhaftet wurde. Bis 1943 war er in verschiedenen Lagern in Süditalien interniert: in Civitella in Val di Chiana bei Arezzo, in Oliveto Citra bei Eboli, in Alberobello, in Tarsia bei Cosenza und schließlich als ein „internato libero“ (freier Internierter) in Rotonda in der Basilicata. Während dieser Zeit lernte er den russischen Schriftsteller Nicolaus Ozupe kennen. Seine damals verfassten Texte hatte er später vernichtet, mit anderen Lagerinsassen veranstaltete er Laienspiele und Kabarettabende.
„Warum sie uns Juden einsperren mußten, war ihnen nie klar. […] Wir haben gehungert und gefroren, aber nie hat uns ein Italiener beschimpft oder gar geschlagen. […] Man konnte wunderbar mit ihnen leben, was man mit Deutschen und Österreichern nicht kann.“
„Spät abends, im großen Schlafsaal, spielte der Czernowitzer Mediziner B. auf der Ziehharmonika russische Volkslieder. […] Links neben mir sitzt der bucklige Pole und fanatische Kommunist W., ein ehemaliger Spanienkämpfer, und rechts der einarmige blonde J. aus Danzig, ein begeisterter Zionist.“
Als er nach seiner Befreiung durch die Alliierten aus amerikanischen Zeitung von den Vorgängen in den Konzentrationslagern des „Dritten Reiches“ erfuhr, erlitt er einen Herzanfall und war ein halbes Jahr im Spital. 1944 traf er in Ancona mit Franz Theodor Csokor und Alexander Sacher-Masoch zusammen und war dann Mitglied der „Freien Österreichischen Bewegung“ und Mitarbeiter des britischen Palästina-Amtes in Bari. Im März 1945 fuhr Hakel zu seinen Eltern nach Palästina.
„Die jüdischen Siedlungen, an denen wir vorbeikommen, sind mit Gittern umgrenzt, von dichtem Grün umwachsen und parzelliert. Jetzt tauchen entlang der Straße die englischen Zwingburgen auf. Auf den Ecktürmen sind Lautsprecher, Scheinwerfer und Maschinengewehre montiert. Dazwischen Herden von schwarzen Rindern und Ziegen. Ein Vers aus dem ‚Hohelied’ fällt mir ein: ‚… sie sind wie schwarze Locken im blendenden Gelb des Sandes …’“
1947 verließ Hakel das Land wieder und kehrte nach einem Aufenthalt in Rom im Herbst nach Wien zurück.
„Allmählich bekommen ich den Eindruck, daß den Leuten hier viel Ärgers passiert ist als uns heimkehrenden Juden. Mein Problem ist die Heimatlosigkeit. In Wien habe ich meine Kindheit und Jugend verbracht, aber jetzt muß ich erkennen, daß ich hier nicht mehr zu Hause bin. In Palästina fand ich mich nicht zu recht, dort war nur die Mutter mein Daheim. […] Und dann die Erwachsenen, die immer hier zu Hause gewesen sind, – erst jetzt spüre ich, was sie uns angetan haben. Die Jahre der Verfolgung und Vernichtung klaffen zwischen uns. […] Ich bin als Heimatloser heimgekehrt.“
Von 1948 bis 1950 war er Vorstandsmitglied und Lektor des Österreichischen P.E.N. Clubs und gründete dort eine Aktion zur Förderung junger Autoren (Aktion „Der P.E.N. stellt vor“). 1948 bis 1951 und 1979 bis 1986 gab er die Zeitschrift Lynkeus heraus, um an „Vergessenes zu erinnern, Fernes anzunähern, Fremdes bekannt zu machen und junge Autoren kritisch zu sichten und zu veröffentlichen“.
„Hakel sammelte einen Kreis um sich, zum Teil aus Plan-Autoren. 1948/49 gab Hakel die Zeitschrift ‚Lynkeus’ heraus, mit Ausländern, Emigranten und wieder: jungen Plan-Hakel-Autoren. Hier starteten unter anderem Jeannie Ebner und Hertha Kräftner. 1949/50 verlief sich der Hakel-Kreis dann, teilweise ging er zu dem zweiten bedeutenden Jugendförderer Hans Weigel über, der jetzt im berühmten Café Raimund seine Haupttätigkeit entfaltete. […Ein] ‚Zweiter Hakelkreis’ bestand vermutlich von 1951 bis 1958, einheitliches Phänomen mit wechselnder Besetzung. […] jetzt jedenfalls waren die Hakel-Seancen eine Art Gehirnwäsche, an deren Ende man sich klein und schädlich vorkam, das Schreiben aufgab oder bereit war, irgendeinen großen Bruder zu lieben. Dieser große Bruder war freilich nicht Stalin, sondern eine Projektion Hakels gegen die Milchstraße, mit Zügen Moses’, Dantes, Goethes, voll Kafkascher Richterstrenge für die schwerbegreifliche Schuld des Ichseins und Modischseins strafend.“
Hakel wurde damit zum Mentor und Förderer junger Schriftsteller wie Ingeborg Bachmann, Gerhard Fritsch und Marlen Haushofer, die hier ihre Texte erstmals veröffentlichen konnten. So druckte er in der ersten Ausgabe seiner Zeitschrift Lynkeus vier Jugendgedichte von Ingeborg Bachmann.
Andere Mitarbeiter waren u. a. Christine Busta, Bertrand A. Egger, Reinhard Federmann, Ernst Fischer, Erich Fried, Johann Gunert, Josef Kalmer, Alexander Lernet-Holenia, Friederike Mayröcker und Wilhelm Szabo. Er hatte für sie getan, „was er konnte, hatte sie bewirtet, ihnen Geld geliehen oder geschenkt, Posten vermittelt, ihre Arbeiten gedruckt, etc. In dieser Hinsicht war er von außergewöhnlicher Fürsorge.“ Besonders setzte sich Hakel auch für Gerhard Amanshauser ein, der ihn einmal so beschrieb:
„Hakel war ungewöhnlich klein und bewegte sich hinkend vorwärts. Der eine Fuß war infolge eines frühen Unfalls und einer mißglückten Operation etwa 10 cm kürzer als der andere, was durch einen Schuh mit besonders hohem Absatz ausgeglichen wurde. Sein Gesicht wirkte stark jüdisch; der Mund war angenehm, die Nase profan und ohne Feinheit, ein Auge schön, voll tiefen Ausdrucks, das andere durch eine Krankheit getrübt. Die Stirne hatte eine außergewöhnlich schöne Wölbung. Die Haut jedoch wirkte blaß und kränklich. Die körperlichen Mängel dieses Mannes waren so auffallend, daß es nur schwer zu ermessen ist, wie sehr er darunter litt und in welchem Ausmaß – ein Umstand, den er selbst manchmal betonte – sein rebellisches Denken davon ausging.
Die Nachteile seiner körperlichen Erscheinung konnte man vollständig vergessen, wenn er zu sprechen begann. […] Seine Stimme war laut, deutlich vom Wiener Dialekt gefärbt, kräftig akzentuiert, derb und manchmal ordinär im Ausdruck. Ungemein originell waren die Formulierungen. Er beherrschte fast jedes Gespräch und war, durch eine verblüffende Gegenwart des Geistes, niemals um eine Antwort verlegen. Diese Gabe nützte er tyrannisch aus und ließ die anderen kaum zu Wort kommen.“
Während seiner Ehe (1949–1958) mit Erika Danneberg begann die Freundschaft mit Berthold Viertel. Seine Frau war Viertels Sekretärin; nach dessen Tod 1953 arbeiteten beide gemeinsam den Nachlass auf. Das Scheitern der Ehe führte bei beiden zu einer Unterbrechung ihrer literarischen Arbeiten. 1958/59 war er Cheflektor des Sefer-Verlages in Wien und arbeitete in der Folgezeit als Vortragender an Volkshochschulen in Wien (Urania) und München. Im Rahmen dieses „Autorenstudio“ mit dem Untertitel „Wie und was man schreibt“ hielt Hakel von 1953 bis 1964 mit einigen Unterbrechungen wöchentlich eine Abendvorlesung in der Urania.
„Er war immer neugierig auf junge Leute, wollte wissen, was sie in diesem Jahrzehnt nach Hitler dachten und zu sagen hatten. Schon bei meinem ersten Besuch sprach er ausführlich von seiner Überzeugung, daß Schreiben, bis zu einem gewissen Grad, erlernbar sei. Er ging dabei von der sinnlichen Wahrnehmung aus, man müsse das, was man niederschreibe, ‚sehen, hören, riechen oder schmecken’, da es nur in diesem Fall zu der gewünschten Intensität des Ausdrucks kommen könne. Er war der Meinung, daß ein gut geschriebener Satz für jeden verständlich sein müsse. [… Einmal hielt er einen Vortrag,] in dessen Verlauf Hakel in der ihm eigenen Art Hesse und Weinheber kritisierte. Damit erregte er den Unwillen eines jungen Zuhörers, der schließlich aufsprang und mit den Worten: ‚Sie … Sie Goethe aus der Novaragassen!’ den Saal verließ. […] Zu Hakels 70. Geburtstag […] erzählte er [d.i. Roman Rocek] mir, daß er […] damals in der Urania diese Verbindung von Goethe und Novaragasse hergestellt hatte. [… Er gab mir Bücher mit und] jeder Band wurde seinerseits von ‚einleitenden Worten’ begleitet, die oft Stunden in Anspruch nahmen, da sie nicht nur aus einer ausführlichen Biographie des jeweiligen Autors bestanden, sondern sich auch mit den diffizilsten Stilfragen auseinandersetzten. Erträglich waren diese monströsen Monologe nur infolge der Brillanz, mit der sie vorgetragen wurden, so daß es immer ein Vergnügen war, zuzuhören“.
„Meist erzählte und philosophierte Hakel vor uns hin über Gott und die Welt, Goethe und Schiller, Proust und Joyce, Montaigne und Valéry, Rilke, aber auch über den Dämon in Mörike, die Groteske bei Emily Dickinson, die Blasorchesterhaftigkeit bei Richard Wagner (seine einzige musikalische Allergie), die relative ‚Humanität’ im italienischen Juden-KZ und so weiter – und alles plastisch, pointiert, leicht belustigt oder abgeklärt, und immer bar jeder Aggression oder jedes Ressentiments.
Seine 12 Bücher der Weltliteratur, die er uns unbedingt nahelegte: Dante: Divina Comedia, Boccacchio: [sic!] Dekamerone, Cervantes: Don Quixote, Montaigne: Essais, Pascal: Pensées, Swift: Gullivers Reisen, Goethe: Faust, Tolstoi: Krieg und Frieden, Flaubert: Bouvard und Pécuchet, Stendhal Rot und Schwarz, Gogol: Der Mantel, Andersen: Märchen“.
1959 bekam er für ein Jahr einen Platz am Österreichischen Kulturinstitut in Rom. Als Kulturredakteur gab er zahlreiche Anthologien von Viennensia und Judaica heraus und schrieb Beiträge für die Zeitschriften „Die Schau“, „Das Jüdische Echo“ und „Illustrierte Neue Welt“. 1961 bis 1964 war Hakel Mitarbeiter des Forum-Verlages, für den er zahlreiche Sammelbände als Herausgeber veröffentlichte.
Nach dem Tod seiner Mutter Charlotte (geb. Springer, 1887 Wien – 1978 Tel Aviv) zog er sich „immer deutlicher aus der Öffentlichkeit zurück. Er schrieb nichts Neues mehr, arbeitete aber täglich an seinen Gedichten: An Veröffentlichungen war er nicht mehr interessiert. Der moderne Kulturbetrieb, wie er ihn vor sich sah, war ihm ekelhaft. Für ihn befand sich alles in Auflösung. Dazu kam, daß sein Verhältnis zu den Künstlern, und hier besonders zu den Literaten, immer ein sehr zwiespältiges gewesen war; […] er hat oft davon gesprochen, wie schwer es ihm schon immer gefallen sei, die Eitelkeit, den Egoismus und den Größenwahn der kleinen und großen Dichter auszuhalten“.
1980 wurde er mit der Ehrenmedaille der Bundeshauptstadt Wien in Silber geehrt.
„Was ich jetzt noch empfinde, ist mein Alter, meine Krankheit und das Wissen um die bedrohliche Zukunft der Welt, die keine wie immer geartete Aussicht auf Rettung und Überleben zeigt. Ich denke dabei nicht an mich, sondern, – womit ich zutiefst verbunden bin, – an meine Familie und mein Volk.“ (Tagebuchnotiz 1983)
Nach Hakels Tod wurde 1988 u. a. von Emmerich Kolovic, seinem langjährigen Vertrauten, die Hermann Hakel Gesellschaft gegründet, die seinen umfangreichen Nachlass ordnete, betreute, den Lynkeus Verlag zur Edition von Hakels Werken gründete und im Februar 2004 dem Österreichischen Literaturarchiv der Österreichischen Nationalbibliothek übergab.

## Würdigung
„[…] Er war Dichter, Literaturkenner, Zeitschriftenherausgeber, Freund der Dichter. Ein weiser alter Jude mit dem kritischen Temperament eines Jünglings. Der Dichter Hakel ist zeitlebens von bedeutenden Kollegen bewundert, aber von der literarischen Welt unterschätzt worden. Er hat sich nicht aufgedrängt, er war sich und seiner Sache sicher. […] Und er war ein großer Leser, ein Literaturkenner, wie es seinesgleichen heute nicht mehr gibt. Er hat, ohne Rücksicht auf Erfolg, eine literarische Existenz geführt. Er hat das jüdische Gebot befolgt, nach dem Wort zu leben. […] Er hat keinen Preis, keinen Titel bekommen. Was dem literarischen Leben Österreich kein gutes Zeugnis ausstellt. Aber er war auch immer unmodern. Es hätte nicht zu ihm gepaßt. Er war der Hakel, Instanz für eine Verszeile, Instanz für entlegene Zitate, für Autoren aus allen Literaturen, mit einer Liebe für das Jiddische und das Wienerische. Ich denke, mit ihm ist der letzte Literat, aber auch einer der letzten Wiener Juden gestorben.“ (Hans Heinz Hahnl)
„Im Mittelpunkt von Hakels Denken, Klären, Reden und Schreiben stand das, was den Juden, seinem Volk, in diesem Jahrhundert angetan worden ist“. (Hans Raimund)
„Hakels Kurzgeschichten vertreten einen Neuimpressionismus, der bewußt über Altenbergs Verhaltenheit hinausgeht: das persönlich und kollektiv erfahrene Leid, die Not der Zeit pressen diese oft banalen Stories ins Transzendente hinein – zumindest in jene Randzone, in der echte Zeitdichtung heute beheimatet ist.“ (Friedrich Heer)
„Hakel war ein Außenseiter der Zunft, wusste alles stets besser – und oft hatte er sogar Recht. Ein Polemiker von Graden, ließ Hakel kaum etwas von seiner Gegenwart gelten. Selbst die Hausgötter seines literarischen Pantheons, von Goethe abwärts, blieben von Hakels obsessiver Detailkritik nicht verschont. Postum wurde er durch den Band ‚Dürre Äste. Welkes Gras’ (1991) populärer als zu Lebzeiten: Verglichen mit diesen Attacken gegen Autoren und Moden der Literatur schmecken die Tiraden weiland Thomas Bernhards nach Kamillentee: harmlos und leicht bekömmlich.“ (Ulrich Weinzierl)
„Hermann Hakel war ‚ein verletzter und verletzender Mensch’ (Karl Markus Gauß), der schwer an seinem Misserfolg als Schriftsteller litt und, sozusagen im Gegenzug, von den meisten erfolgreichen Schriftstellern wenig oder nichts hielt.“ (David Axmann)

## Zitate
„Die einzige Kunst, die es gibt, ist die Kunst zu leben …“
„Ich habe keinen Namen
Ich bin ein jüdisch’ Kind
Weiß nicht, woher wir kamen
und wo die Eltern sind.“
„Ich spreche viele Sprachen,
vergeß’ sie wiederum;
für das, was wir ertragen,
sind alle Sprachen stumm.“
„Jeder meiner vielen Zeitgenossen eine Qual, eine Enttäuschung, eine Banalität – und doch ein Mensch.“
„Diese chochmetzen, dieses G’scheittun, liegt mir gar nicht, auch nicht als Jude. Mir ist jeder Mann, jedes denken verdächtig, das über ein gewisses Maß an Abstraktion hinausgeht. Man kann ja Unglaubliches mit Worten aufbauen – und wieder abbauen. Und es gibt eben Menschen, die Wörter, Schlagwörter, Denkformeln verwenden – und glauben, das sei gedacht.“

## Werke
- Ein Kunstkalender in Gedichten. Lyriksammlung. Anzengruber, Wien 1936.
- Und Bild wird Wort … Gedichte. Schmeidel, Wien 1947.
- An Bord der Erde. Gedichte. Erwin Müller, Wien 1948.
- Zwischenstation. 50 Geschichten. Umschlagentwurf von Carry Hauser. Willy Verkauf, Stuttgart-Wien-St. Gallen 1949.
- 1938–1945. Ein Totentanz. Willy Verkauf, Stuttgart-Wien-St. Gallen 1950.
- Hier und dort. Gedichte. Mit 6 Federzeichnungen von Anton Lehmden. Desch, München 1955.
- Das Hohe Lied in deutschen Liebesliedern. Mit 15 Zeichnungen von Anton Lehmden. Nachwort von Gerhard Amanshauser. Sefer, Wien 1959.
- Dur und Mollert. Wienerinnen anno dazumal. Verlag Forum, Wien 1961.
- Dürre Äste Welkes Gras. Begegnungen mit Literaten. Bemerkungen zur Literatur. Vorwort von Hans Raimund. Lynkeus, Wien 1991, ISBN 3-900924-04-X.
- Der unheilbare Wahn. Denkprozesse. Hrsg. Gerhard Amanshauser. Lynkeus, Wien 1993, ISBN 3-900924-06-6.
- Zu Fuß durchs Rote Meer. Impressionen und Träume. Hrsg. Richard Kovacevic. Lynkeus, Wien 1995, ISBN 3-900924-07-4.
- Die taoistische Powidlstimmung der Österreicher. Briefwechsel 1953–1986. Gerhard Amanshauser und Hermann Hakel. Hrsg. Hans Höller. Publication PN°1 – Bibliothek der Provinz, Weitra 2005, ISBN 3-85252-636-1.
- Flucht nach Italien. Ausgewählte Tagebuchaufzeichnungen 1938–1945. Boldt-Literaturverlag, Winsen/Luhe 2005, Winsener Hefte; Heft 22, ISBN 3-928788-53-1.
- Der raunzende Rebbe. Kritische Aufzeichnungen. Hrsg.: Hans Raimund. Lynkeus, Wien 2007, ISBN 978-3-900924-08-9.
- Von denen ich weiß. Wahrnehmungen eines Literaten. Lynkeus, Wien 2011, ISBN 978-3-900924-11-9.

### Übersetzungen
- Jiddische Geschichten aus aller Welt. Federzeichnungen von Günter Bruno Fuchs. Horst Erdmann, Tübingen 1967.
Der Mann, der den Jüngsten Tag verschlief. Jiddische Geschichten aus aller Welt. dtv, München 1971, ISBN 3-423-00742-7. (Taschenbuchausgabe)
- In den roten Tropfen tunk ich meine Feder. Jiddische Gedichte des 20. Jahrhunderts. Hrsg. Armin Eidherr. Theodor Kramer Gesellschaft, Wien 2001, ISBN 3-901602-06-2.

### Herausgeber
- Jahrbuch 1935. Anthologie. Verlag „Das Werk“ Hans Beer, Wien 1935.
- Neue Dichtung. Zeitschrift. Anzengruber, Wien 1936.
- Stimmen der Zeit. Fünf Lyriker: Friedrich Bergammer, Fritz Brainin, Rudolf Felmayer, Johann Gunert, Hermann Hakel. Anzengruber, Wien 1938.
- Wien von A bis Z. Mit Zeichnungen von Otto Fielhauer. Wiener Verlag, Wien 1953.
- Von Rothschild, Schnorrern und anderen Leuten. Jüdische Witze. Verlagsanstalt Hermann Klaus/Erich Seemann, Freiburg i.Br. 1957.
Oi, bin ich gescheit! Jüdische Witze. Mit Bildern von Claus Arnold. Neuauflage. Südwest Verlag, München 1965.
Oj, bin ich gescheit! Ostjüdischer Humor. Neuauflage. Löcker, Wien 1996, ISBN 3-85409-263-6.
- Die Bibel im deutschen Gedicht des 20. Jahrhunderts. Schwabe, Stuttgart 1958.
- Mein Kollege der Affe. Ein Kabarett mit Fritz Grünbaum, Peter Hammerschlag, Erich Mühsam, Fritz Kalmar, Anton Kuh, Mynona. Zusammenstellung: Hermann Hakel. Nachwort: Rudolf Weys. Illustrationen: Elisabeth Bauer. Sefer, Wien 1959.
- Frieda Hochstim: Koscheres Ambrosia. Ein jüdisches Kochbuch. Mit Illustrationen von Gerhard Swoboda. Sefer, Wien 1959.[29]
- Wienärrische Welt. Witz, Satire, Parodie einst und jetzt. Forum, Wien 1961.
- Johann Nestroy: Die Welt steht auf kein' Fall mehr lang. Couplets und Monologe. Forum, Wien 1962.
- Richard der Einzige. Satire, Parodie, Karikatur zu Richard Wagner. Forum, Wien 1962.
- Wigl Wogl. Kabarett und Varieté in Wien. Forum, Wien 1962.
- Anton Kuh: Von Goethe abwärts. Aphorismen – Essays – Kleine Prosa. Forum, Wien 1963.[29]
- Die Wiener Schule – Malerei des phantastischen Realismus. Brauer – Fuchs – Hausner – Hutter – Lehmden. Mit Beiträgen von Albert Paris Gütersloh, Wieland Schmied und Hermann Hakel. Forum, Wien 1964.
- Hereinspaziert ins alte Wien. Heiter-Satirisches aus der Donaumonarchie von Daniel Spitzer. Horst Erdmann, Herrenalb/Schwarzwald 1967.
- Die Bibel in deutschen Gedichten. Kindler, München 1968.
- Wenn der Rebbe lacht. Anekdoten. Illustriert von Anatoli Lwowitsch Kaplan. Kindler, München 1970.
- Der jüdische Witz. Schuler, München 1971.
- Die alte Hagada und andere israelische Erzählungen. Horst Erdmann, Tübingen 1972, ISBN 3-7711-0763-6.
- Streitschrift gegen alle. Vom Eipeldauer zum Götz von Berlichingen. Mitarbeit: Richard Kovacevic. Jugend und Volk, Wien 1975, ISBN 3-7141-6091-4.

- Lynkeus. Dichtung. Kunst. Kritik. Hefte 1–8, Wien 1948–1951 und Hefte 9–38 und zwei Sonderhefte, Wien 1979–1986.